# Stefan Bissegger
Stefan Bissegger (Weinfelden, 13 de setembro de 1998) é um desportista suíço que compete em ciclismo nas modalidades de pista e estrada.
Ganhou uma medalha de prata no Campeonato Europeu de Ciclismo em Pista de 2018, na prova de scratch. Em estrada obteve uma medalha de prata no Campeonato Mundial de Ciclismo em Estrada de 2019, na prova de estrada sub-23, e uma medalha de bronze no Campeonato Europeu de Ciclismo em Estrada de 2019, na contrarrelógio sub-23.

## Medalheiro internacional

### Ciclismo em pista
| Campeonato Europeu | Campeonato Europeu     | Campeonato Europeu | Campeonato Europeu |
| Ano                | Lugar                  | Medalha            | Competição         |
| ------------------ | ---------------------- | ------------------ | ------------------ |
| 2018               | Glasgow ( Reino Unido) | Medalha de prata   | Scratch            |

### Ciclismo em estrada
| Campeonato Mundial | Campeonato Mundial       | Campeonato Mundial | Campeonato Mundial    |
| Ano                | Lugar                    | Medalha            | Competição            |
| ------------------ | ------------------------ | ------------------ | --------------------- |
| 2019               | Yorkshire ( Reino Unido) | Medalha de prata   | Estrada sub-23        |
| Campeonato Europeu |                          |                    |                       |
| Ano                | Lugar                    | Medalha            | Competição            |
| 2019               | Alkmaar ( Países Baixos) | Medalha de bronze  | Contrarrelógio sub-23 |

## Palmarés
2019
- 1 etapa da New Zealand Cycle Classic[3]
- 1 etapa do Tour de Jura[4]
- 1 etapa do Tour de l'Ain
- 1 etapa da Carreira da Paz sub-23
- 3º no Campeonato Europeu Contrarrelógio sub-23
- 1 etapa do Tour de l'Avenir[5]
- 2º no Campeonato Mundial em Estrada sub-23